# ヴラディミール・ヴァーレク
ヴラディミール・ヴァーレク（Vladimír Válek,1935年9月2日 - 2025年2月16日）は、チェコの指揮者。

## 経歴
ノヴィー・イチーン出身。プラハ音楽院を卒業後、指揮者として活動。1985年にプラハ放送交響楽団の首席指揮者に就任し、2011年まで25年以上にわたり同職にあった。
この間、スプラフォン、ポニーキャニオンなどにドヴォルザークやチャイコフスキーの交響曲全集など多くの録音を行ったほか、世界各地で積極的に公演を行っている。2004年から2007年にかけてスロヴァキア・フィルハーモニー管弦楽団の首席指揮者を務めたが、この時は前任のイルジー・ビエロフラーヴェクが芸術監督、前々任のオンドレイ・レナールトも音楽監督として留任しているという奇妙な体制であった。
日本では、2004年から2008年にかけて大阪シンフォニカー交響楽団の首席客演指揮者を務めたほか、日本フィルハーモニー交響楽団や読売日本交響楽団にも客演している。また、最近では2008年にプラハ放送交響楽団とのコンビで来日し、スメタナの「わが祖国」全曲などを演奏している。
2025年2月16日に死去。89歳没。

## 音楽について
指揮のスタイルは直線的で忠実に拍子を合わせそれほど大きな動きはしないスタイルである。

## その他
- Radioservisインタヴュー

| 先代 イルジー・ビエロフラーヴェク | スロヴァキア・フィルハーモニー管弦楽団音楽監督 2004–2007 | 次代 ペーテル・フェラネツ |